# Gianfranco Monaldi
Gianfranco Monaldi, noto anche come Franco Monaldi (Milano, 5 ottobre 1930 – Urbino, 9 febbraio 2007), è stato un direttore d'orchestra, compositore e arrangiatore italiano.

## Biografia
Specializzato in musica da film e strumentale, nella seconda metà degli anni sessanta fu autore delle colonne sonore di vari film, specie di genere musicarello, tra cui Lisa dagli occhi blu e Nessuno mi può giudicare. In quel periodo, era solito accompagnare i cantanti del Festival di Sanremo con la sua orchestra.
Nel 1967 pubblicò un 33 giri con versioni strumentali di canzoni di Vittorio Mascheroni.
Collaborò con numerosi artisti tra cui Betty Curtis, Caterina Caselli, Don Backy, Gigliola Cinquetti, Marcella Bella, Loredana Bertè, Francesco Guccini, Pierangelo Bertoli e Umberto Tozzi, a volte come compositore, altre come arrangiatore. Contribuì alla costruzione di uno stile che accomunava parecchi brani della casa discografica CGD.
In qualità di direttore d'orchestra, partecipò a due edizioni del Concorso Eurovisione della Canzone, accompagnando in entrambi i casi Gigliola Cinquetti. Nel 1964 a Copenaghen vinse con Non ho l'età (la stessa canzone con la quale aveva vinto due mesi prima a Sanremo) mentre, dieci anni dopo a Brighton ottenne il secondo posto con " Sì ", battuta soltanto dal gruppo svedese degli ABBA, diventati poi famosissimi in tutto il mondo.
Contribuì sostanzialmente agli arrangiamenti dei Pooh del periodo rock progressivo dal 1971 al 1977, sostenendo il complesso con una nutrita orchestra di archi e fiati, ideando arrangiamenti anche molto elaborati alla ricerca di un accompagnamento elegantissimo. Sempre nello stesso periodo, scrisse arrangiamenti anche per i Camaleonti. Con il consueto organico dell'orchestra sinfonica, si è distinto in seguito per l'orchestrazione dei brani Sparring Partner e Macaco nell'album Paolo Conte (1984). Continuò la collaborazione con i Pooh in qualità di consulente agli arrangiamenti fino al 1985, anno in cui decise di ritirarsi.

## Discografia parziale

### 33 giri
- 1967: Mezz'ora con Mascheroni (CBS, 52848)